# Puerto Peñasco
 (juin 2011).
Si vous disposez d'ouvrages ou d'articles de référence ou si vous connaissez des sites web de qualité traitant du thème abordé ici, merci de compléter l'article en donnant les références utiles à sa vérifiabilité et en les liant à la section « Notes et références ».
Puerto Peñasco est une ville de l'État mexicain de Sonora. 

## Géographie
La commune se situe au bord de l'océan, et dessous un bassin volcanique, dans la baie de la Basse-Californie.
C'est une station balnéaire.

## Histoire
Puerto Penasco possédait 2 noms, un en anglais, “Rocky Port” et un en espagnol, Puerto Penasco.
La commune est restée longtemps déserte, elle s'est développé au début du vingtième siècle avec l'arrivée des pêcheurs d'Arizona.
En 1920, un américain de l'Arizona, John Stone, construit le premier hôtel et casino dans la commune. En 1930, une ligne de chemin de fer est construite jusqu'à la commune.

## Climat
| Mois                              | jan. | fév. | mars | avril | mai  | juin | jui. | août | sep. | oct. | nov. | déc. |
| --------------------------------- | ---- | ---- | ---- | ----- | ---- | ---- | ---- | ---- | ---- | ---- | ---- | ---- |
| Température minimale moyenne (°C) | 21,4 | 22,6 | 25   | 27,5  | 30,4 | 33   | 35,2 | 35,9 | 35,4 | 31,2 | 26,1 | 23,5 |
| Température maximale moyenne (°C) | 44   | 44   | 44   | 43    | 43   | 43   | 43   | 44,5 | 43   | 40   | 39,5 | 39,5 |
| Précipitations (mm)               | 7,9  | 7,3  | 6,4  | 2,4   | 0,5  | 0,6  | 3,4  | 9,8  | 14,1 | 16,4 | 5,2  |      |